# Seiring (Herrschaft)
Die Herrschaft Seiring war eine Grundherrschaft im Viertel unter dem Manhartsberg im Erzherzogtum Österreich unter der Enns, dem heutigen Niederösterreich.

## Ausdehnung
Die Herrschaft mit dem Gut Helma umfasste zuletzt die Ortsobrigkeit über Seiring und Helma. Der Sitz der Verwaltung befand sich im Schloss Seyring.

## Geschichte
Letzter Inhaber der Allodialherrschaft war der Kämmerer Franz Graf von Beroldingen (1779–1860), bis diese mit den Reformen 1848/1849 aufgelöst wurde.